# Kumburk
Kumburk je zřícenina gotického hradu, asi 6 km západně od Nové Paky. Nalézá se v jednom z cípů pomyslného trojúhelníku nazývaného Český ráj. Nachází se v nadmořské výšce 639 metrů v okrese Semily, na strmém stejnojmenném vrchu. Jeho zbytky jsou chráněny jako kulturní památka.

## Nejstarší osídlení
Hradní vrch byl využíván od neolitu, což dokládají nečetné nálezy keramiky kultury s vypíchanou keramikou. Dále je zlomky nádob doloženo osídlení v mladší době bronzové lidem lužické kultury. Stopy případného sídliště, či snad dokonce hradiště, zanikly při výstavbě vrcholně středověkého hradu. Další zlomky keramiky pochází z doby halštatské a z mladší doby hradištní v raném středověku.

## Historie

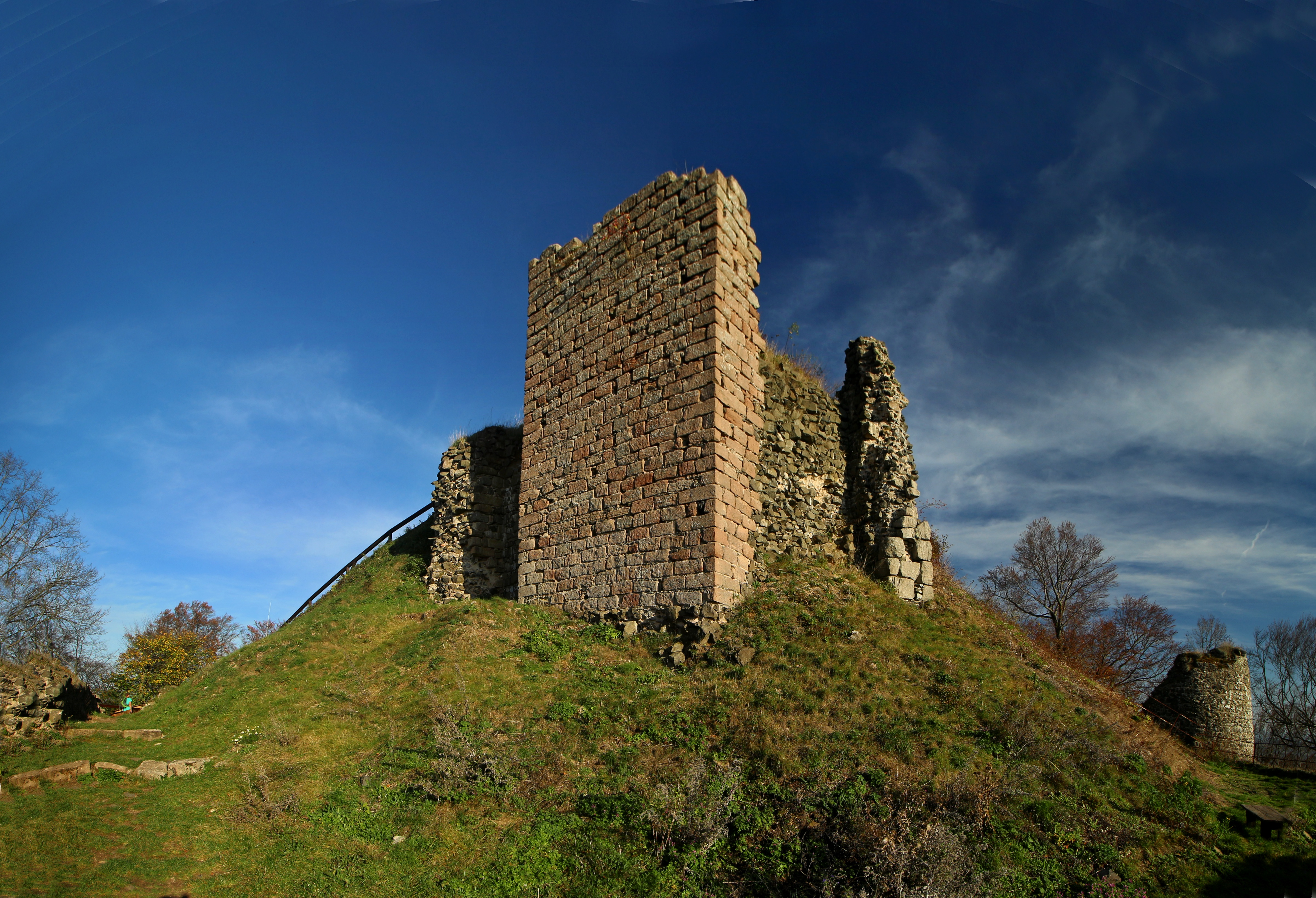
Část zdiva hradu

Hrad založil roku 1325 Markvart z Vartenberka. O sto let později během husitských válek je uváděn vlastníkem Hynek Krušina z Lichtenburka, který byl orebitským hejtmanem. Asi právě on nechal postavit vnější opevnění. Jednotlivé části hradu byly budovány spirálovitě nad sebou.
Po husitských válkách získal hrad Jindřich Berka z Dubé. Po něm se hradu ujali Trčkové z Lípy a rodina Smiřických. V 16. století byl hrad používán jako vězení. V době třicetileté války ho zpustošili Švédové. Roku 1658 byl zbořen na příkaz císaře Leopolda I.
Kvůli několika pověstem zříceniny navštívil básník Karel Hynek Mácha. V horní věži je umístěna pamětní deska připomínající básníka. V současnosti se o správu hradu stará Sdružení pro záchranu hradu Kumburku, které se postaralo o vybudování vyhlídkové věže a také zde pořádá různé kulturní akce, které mají charitativní účel (za vybrané peníze se hrad dále rekonstruuje).

## Pověsti
- Zikmund Smiřický a po jeho smrti dcera Markéta Salomena zde kdysi 11 let věznili Zikmundovu dceru Elišku Kateřinu, milující prostého kováře. Osvobodil ji odtud až Ota z Vartenberka.
- Je zde ukryt velký poklad hlídaný kohoutem s ohnivýma očima.
- Zjevují se tu přízraky panny Meluzíny a smutného myslivce.

## Cestovní ruch
Ke zřícenině vede žlutě značená turistická trasa, která začíná v nejbližší vlakové zastávce Syřenov a měří 3 km. Ve vzdálenosti 0,5 km pod zříceninou tuto trasu křižuje červeně značená cesta. Ta vede západním směrem na Klepandu na jižním okraji obce Syřenov (vzdálenost 2 km), na východ pokračuje na rozcestí Skalka pod Kumburkem u vesnice Brdo (1 km) a dále do Nové Paky (5 km).
Z věže je kromě nedalekých vesnic Úbislavice a Zboží Novou Paku výhled na Český ráj a na Krkonoše. Několik kilometrů západně od hradu Kumburk se nachází další zřícenina Bradlec. Oproti Bradleci se na Kumburku zachovala ale mnohem větší část stavební substance, především spodní část paláce a zbytky věží i zdí.
Hrad je volně přístupný, o víkendech bývá obsazený šenk. Sdružení několikrát do roka pořádá na hradu akce s historickou tematikou.